# Franz Berg (Theologe)
Franz Berg (* 31. Januar 1753 in Frickenhausen am Main; † 6. April 1821 in Würzburg) war ein deutscher katholischer Theologe, Philosoph, Historiker und Hochschullehrer.

## Leben
Er studierte ab 1768 in Würzburg, wo er das Klerikalseminar besuchte. Nach der Priesterweihe 1777 war er einige Jahre als Domkaplan in Würzburg tätig. 1785 wurde er außerordentlicher Professor für Patrologie, 1790 ordentlicher Professor für Kirchengeschichte und (nach zwischenzeitlichem Ruhestand) 1811 Professor für Universalgeschichte an der Universität Würzburg.
Berg gehörte zu den Anhängern der radikalen Aufklärung. Er kritisierte Friedrich Wilhelm Joseph Schelling und seine Identitätsphilosophie sowie Immanuel Kant, dessen Kategorienlehre er insbesondere ablehnte.

## Schriften (Auswahl)
- Oratio Aditialis De Origine Rituum Ecclesiasticorum. Würzburg 1786. (Digitalisat)
- Predigt bey der feyerlichen Eröffnung des wohltätigen Instituts für kranke Handlungsdiener, Gesellen und Lehrjungen zu Wirzburg, gehalten in der Michaelskirche zu Wirzburg den 19, Hornung im Jahr 1786 von Franz Berg, öffentlicher Professor der Gottesgelehrtheit auf der Universität zu Wirzburg. Verlag d. Bürgerl. Kranken Gesellen Instituts, Würzburg 1787.
- Predigten über die Pflichten der höhern und aufgeklärtern Stände bey den bürgerlichen Unruhen unserer Zeit. Würzburg 1793 (Digitalisat).
- Actenstücke zur Censurgeschichte der Trauerrede des Prof. Bergs zu Wirzburg, auf den letztverstorbenen dortigen Fürstbischoff Franz Ludwig. Nebst einer Geschichterzählung. Jena 1796.
- Ueber das Staatsnothrecht als Grund des Rechts zu saecularisiren : Eine Antwort auf Chr. E. Weissens Nachtrag zu seiner Abhandlung über die Säcularisation deutscher geistl. Reichsländer. Würzburg 1800.
- Sextus, oder über die absolute Erkenntnis von Schelling. Ein Gespräch. S. Sartorius, Würzburg 1804.
- Epikritik der Philosophie. Langbein, Arnstadt 1805.